# Mancomunitat Metropolitana de l'Alta Silèsia
La Mancomunitat Metropolitana de l'Alta Silèsia (en polonès Górnośląsko-Zagłębiowska Metropolia) és una àrea urbana del sud de Polònia centrada al voltant de la ciutat de Katowice, la capital de Silèsia, a la riba els rius Vístula i Oder. És un del principals centres industrials de Polònia. El nucli principal, el municipi de Katowice, el 2005 tenia 315.123 habitants. És el centre d'una regió metropolitana de 2.143.000 habitants (la Mancomunitat Metropolitana de l'Alta Silèsia) i d'una megalòpoli de 3.487.000 habitants anomenada Regió Industrial de l'Alta Silèsia o Górnośląskie Zagłębie Węglowe.